# Inga Medvedeva
Inga Viktorovna Medvedeva (in russo Инга Викторовна Медведева?; Petropavlovsk-Kamčatskij, 27 gennaio 1979) è un'ex sciatrice alpina russa paralimpica, vincitrice di tre medaglie paralimpiche (2 argenti e un bronzo) in due di specialità, discesa libera e slalom.

## Biografia
Ha vinto una medaglia di bronzo alle Paralimpiadi invernali del 2002, e due medaglie d'argento alle Paralimpiadi invernali del 2014.

## Palmarès

### Paralimpiadi
- 3 medaglie:
  - 2 argenti (discesa libera e slalom speciale in piedi a Soči 2014)
  - 1 bronzo (slalom speciale in piedi a Salt Lake City 2002)